# 一丸尚伍
一丸 尚伍（いちまる しょうご、1992年1月4日 - ）は、競輪選手、自転車競技選手。日本競輪選手会大分支部所属。日本競輪選手養成所（以下、養成所）第121期生。師匠は安東宏高（90期）。

## 来歴
福岡県北九州市出身。
北九州市立木屋瀬中学校 大分県立日出暘谷高等学校を経て、法政大学に進学する傍ら、2011年、浅田顕が代表を務めるエカーズに加入。ロードレースとトラックレースの兼用選手として活動していた。
2019年、シマノレーシングへ移籍。
2021年3月30日、受験していた養成所の第121回選手候補生（男子）特別選抜試験に合格。先に合格が発表された近谷涼に続き、史上11人目の特別選抜試験合格者となった。5月27日に養成所で入所式を迎え、競走成績9位（20勝）で養成所を卒業。卒業後の2022年4月5日に行われた卒業記念レースでは1回戦2着も2回戦は7着で予選敗退した。
2022年4月30日、松戸FII「競輪ルーキーシリーズ2022」でデビューし2着。2日目も2着で勝ち上がり、同開催で初優勝。

## 主な実績
2011年
- 全日本アマチュア自転車競技選手権大会（全アマ） スクラッチ 3位

2012年
- 全アマ スクラッチ 3位

2013年、EQA U23で活動。
- 第33回アジア自転車競技選手権大会
  - 団体追抜 2位
- 全日本選手権トラックレース
  -  スクラッチ 優勝
  - 個人追抜 3位

2014年
- アジア大会男子チームパーシュート 3位

2015年、ブリヂストンアンカーサイクリングチームへ所属
2016年
- いわて国体 1Km個人タイムトライアル 優勝

2017年
- UCIトラックサイクリング・ワールドカップ第4戦 男子チームパーシュート 2位

2018年
- アジア自転車競技選手権大会男子チームパーシュート 優勝（アジア記録）
- アジア大会男子チームパーシュート 3位
- 福井しあわせ元気国体 1Km個人タイムトライアル 優勝

## エピソード
- 北九州市立木屋瀬中学校3年生のとき、九州電力北九州支社が公募した、『 2006「第5回 みんなの作文・エッセイ」』に応募し、佳作を受賞した[6]。
- 中長距離のトラック競技を得意としており、ナショナルチームにも所属度々招聘されているが、本人は特にトラック競技に絞っているわけではなく、ロードレースも積極的に走りたいと考えているため、全日本ロードレースなど通常のラインレースにも積極的に出走している[7]。